# ثروت ملل
ثروت ملل یا «تحقیقی پیرامون ماهیت و اسباب ثروت ملل» (به انگلیسی: An Inquiry into the Nature and Causes of the Wealth of Nations) عنوان مهم‌ترین اثر آدام اسمیت اقتصاددان و فیلسوف اسکاتلندی است که در سال ۱۷۷۶ میلادی از سوی انتشارات W. Strahan and T. Cadell, London چاپ شد.
«ثروت ملل» نام مهمترین کتاب «آدام اسمیت»، اقتصاددان اسکاتلندی است که در سال ۱۷۷۶ میلادی منتشر شده‌است. این کتاب یکی از نخستین کتبی است که به بررسی جامع ماهیت ثروتمندی یک ملت می‌پردازد و موضوعاتی چون «تقسیم کار»، «تولید» و «بازار آزاد» را مورد پژوهش قرار می‌دهد.
ایده‌ اصلی کتاب، خودکار بودن اقتصاد است؛ بدین معنی که اگر اقتصاد، آزاد گذاشته شود، خود را متعادل و تنظیم می‌کند و خودخواهی هر شخص در نهایت منجر به پیشرفت کل جامعه می‌شود. این مفهوم معمولاً با نام «دست نامرئی» شناخته می‌شود. البته آزاد بودن اقتصاد می‌تواند تحت تأثیر عوامل بیرونی متعددی قرار گرفته و محدود شود. تاجران ممکن است با یکدیگر تبانی نمایند و قیمت‌ها را بالاتر از حد معمول نگه دارند. اسمیت معتقد است که جامعه باید همواره نسبت به این خطرات آگاه باشد.

## زمینه‌ تاریخی
این کتاب تحت تأثیر انقلاب صنعتی و متعاقباً تغییرات زیاد اقتصاد کشورهای مختلف شکل گرفته‌است و نگارش آن توسط اسمیت ۱۰ سال به طول انجامید. تئوری‌های مطرح شده در این کتاب به عنوان جانشینی برای نظام‌های مرکانتیلیستی و فیزیوکراسی ارائه شده‌اند. آدام اسمیت توسط بسیاری از اقتصاددانان به عنوان پدر علم اقتصاد شناخته می‌شود.
آدام اسمیت در سفری به فرانسه با روح نظریات فیزیوکراتها آشنا شد و در بازگشت به کشور خود کتاب ثروت ملل را که در آن به ماهیت و علل افزایش ثروت ملل پرداخته بود تدوین کرد.
کلاسیکها قوانین اقتصادی را تابع نظم و قوانین حاکم بر طبیعت محسوب داشته چنان چه اعتقاد بر این بود که هیچ گونه دخالتی از سوی دولت در امور اقتصادی جامعه مجاز نیست زیرا انسان به‌طور غریزی به دنبال نفع شخصی است، به عبارتی اگر انسان در فعالیت‌های اقتصادی خود آزاد گذارده شود خواهد توانست از مجموع فعالیت‌های فردی خود نفع اجتماع و سعادت آن را فراهم کند، دقیق‌تر اینکه نظام حاکم بر بازار آزاد و عملکرد قیمت‌ها قادر خواهد بود تعادل عمومی اقتصاد را ایجاد کند.
بعدها با وقوع جنگ بین فرانسه و بریتانیا در سال ۱۸۱۵ (میلادی) میلادی و بحران اقتصادی مرتبط با آن شامل وضع بد کارگران به تدریج تأملی را در خصوص این مکتب به وجود آورد.

## ترجمه
این کتاب در سال ۱۳۵۷ شمسی توسط سیروس ابراهیم زاده ترجمه شده است.
همچنین محمد علی همایون کاتوزیان در سال ١٣٥٨، گزیده‌ای از این کتاب را به زبان فارسی ترجمه کرد که انتشارات امیرکبیر آن را به چاپ رساند.